# Sindelfingen
Sindelfingen is een plaats in de Duitse deelstaat Baden-Württemberg, gelegen in de Landkreis Böblingen. De stad telt 64.595 inwoners.

## Geografie
Sindelfingen heeft een oppervlakte van 50,85 km² en ligt in het zuidwesten van Duitsland.

## Geboren
- Oliver Hasenfratz (1966-2001), acteur

## Overleden
- Béla Barényi (1907-1997), Oostenrijks-Hongaarse auto-ontwerper

## Partnersteden
- Chełm (Polen), sinds 2001
- Corbeil-Essonnes (Frankrijk), sinds 1958
- Dronfield (Verenigd Koninkrijk), sinds 1971
- Győr (Hongarije), sinds 1987
- Schaffhausen (Zwitserland), sinds 1952
- Sondrio (Italië), sinds 1962
- Torgau (Duitsland), sinds 1987

Aidlingen ·
Altdorf ·
Böblingen ·
Bondorf ·
Deckenpfronn ·
Ehningen ·
Gärtringen · 
Gäufelden ·
Grafenau ·
Herrenberg ·
Hildrizhausen ·
Holzgerlingen ·
Jettingen ·
Leonberg ·
Magstadt ·
Mötzingen ·
Nufringen ·
Renningen ·
Rutesheim ·
Schönaich ·
Sindelfingen ·
Steinenbronn ·
Waldenbuch ·
Weil der Stadt ·
Weil im Schönbuch ·
Weissach